# Conflicte del sud de Sèrbia
El Conflicte del Sud de Sèrbia dels anys 1999-2001, va ser una lluita entre el govern serbi i l'Exèrcit d'Alliberament de Preševo, Medveđa i Bujanovac (UCPMB), una organització separatista albanesa creada amb el propòsit d'annexionar aquesta àrea del sud de la Sèrbia Central a Kosovo.

## Antecedents
La guerra de Kosovo va ser un conflicte entre l'exèrcit iugoslau i l'Exèrcit d'Alliberament de Kosovo (KLA) iniciat el febrer de 1998 i va acabar el 10 de juny de 1999, quan es va signar el Tractat de Kumanovo. D'acord amb el tractat, les tropes de la KFOR, supervisades per les Nacions Unides, entrarien com una força de pau, mentre que les forces militars iugoslaves es van retirar. Es va acordar que el ELK es dissoldria el 19 de setembre de 1999. El conflicte de la vall de Presevo va esclatar el juny de 1999.

## Conseqüències
El conflicte va acabar amb una victòria Iugoslava. L'Acord de Konculj, pel que es restablia l'administració serbia a canvi de concessions econòmiques i polítiques als albanesos. Veterans del UÇPMB i KLA es reagruparen i formaren l'Exèrcit d'Alliberació Nacional, iniciant-se el Conflicte de Macedònia.